# Abd as-Salam Sabrah
Abd as-Salam Sabrah (* 1912 in Nordjemen; † 2012) (arabisch عبد السلام صبره, DMG ʿAbd as-Salām Ṣabrah) war ein jemenitischer Politiker. Er war von 1967 bis 1971 Vizepremier sowie zwischen 1969 und 1971 dreimal kurzzeitig Interimspremier der Jemenitischen Arabischen Republik (Nordjemen).
Wegen Beteiligung an einem Umsturzversuch nach der Ermordung Imam (König) Yahyas saß Abdul Salam Sabrah schon 1948 zusammen mit Abd ar-Rahman al-Iryani im Gefängnis. Obwohl Abd as-Salam Sabrah zusammen mit Abdullah as-Sallal und Hassan al-Amri dann im September 1962 zu den führenden Organisatoren beim Sturz der Monarchie gehörte, stieg er innerhalb der republikanischen Führung nur langsam auf. In al-Amris Kabinett war er 1965 zunächst nur Postminister (Kommunikationsminister). Erst nach as-Sallals Sturz wurde Abd as-Salam Sabrah ab Dezember 1967 Innenminister und Vizepremier in verschiedenen von al-Amri geführten Regierungen.
Als Vizepremier führte er nach al-Amris Rücktritt am 9. Juli 1969 die Amtsgeschäfte zunächst weiter, bis Muhsin al-Aini mit der Bildung einer neuen Regierung beauftragt wurde – und noch weiter, da al-Aini an der Aufgabe scheiterte. Am 2. September 1969 schließlich übergab er die Regierungsgeschäfte stattdessen an Abdullah Kurschumi, der ihn als Vizepremier in sein Kabinett übernahm. Auf al-Kurschumis Rücktritt folgte im Februar 1970 doch noch al-Aini und auch in dessen Kabinett wurde Sabrah Vizepremier.
Nachdem auch al-Aini am 26. Februar 1971 hatte zurücktreten müssen, war es wiederum Sabrah, der die Amtsgeschäfte weiterführte, bis am 3. Mai 1971 Ahmad Muhammad Numan eine neue Regierung bildete, der im August 1971 ein weiteres Kabinett al-Amris folgte. Ein drittes und letztes Mal führte Sabrah als Vizepremier die Regierungsgeschäfte weiter nach al-Amris endgültigem Rücktritt am 5. September 1971, bis am 18. September al-Aini erneut eine Regierung bildete und sich statt Sabrah für Ibrahim al-Hamdi als Vizepremier und Innenminister entschied.

## Weblink
- worldstatesmen.org: North Yemen

| Personendaten    | Personendaten                                                |
| ---------------- | ------------------------------------------------------------ |
| NAME             | Sabrah, Abd as-Salam                                         |
| ALTERNATIVNAMEN  | Sabra, Abdel Salam; Sabrah, Abdul Salam; Sabra, Abd al-Salam |
| KURZBESCHREIBUNG | jemenitischer Politiker                                      |
| GEBURTSDATUM     | 1912                                                         |
| GEBURTSORT       | Nordjemen                                                    |
| STERBEDATUM      | 2012                                                         |